# Îlet à Cabrit
Ne doit pas être confondu avec Îlet à Cabrit (Petit-Bourg).
L'îlet à Cabrit est une petite île inhabitée de la mer des Caraïbes située dans l'archipel des Saintes, aux Antilles françaises. Il est administrativement rattaché à la commune de Terre-de-Haut.

## Géographie
L'îlet à Cabrit est situé à environ un kilomètre au nord-ouest de l'île de Terre-de-Haut, fermant partiellement la baie des Saintes. Il occupe ainsi une position stratégique à l'entrée de l'archipel.
L'île mesure approximativement 1,2 km d'est en ouest et 750 m du nord au sud. Son point culminant s'élève à 85 m, sur le site du fort Joséphine. Elle comporte trois pointes, la pointe à Cabrit à l'ouest, la pointe de Sable au sud et la pointe Bombarde à l'est, qui encadrent trois anses: l'anse sous le Vent au sud-ouest, l'anse du Bananier au sud-est et l'anse du Petit étang au nord.
Par sa présence, l'îlet à Cabrit délimite deux passes, la passe de la Baleine à l'est et la passe du Pain de sucre au sud, qui constituent les deux voies d'accès au port de Terre-de-Haut.

## Histoire
La position stratégique de la Petite Martinique (ancienne appellation de l'îlet à Cabrit) en a toujours fait un lieu de sentinelle. En 1777, la France y construisit, au sommet du morne de la Pointe de Sable, une fortification nommée fort de la Reine avant d'être rebaptisée fort Joséphine. Il formait alors un système défensif avec le fort Napoléon et la batterie de Tête Rouge.
Les Anglais, qui s'étaient rendus maîtres des Saintes en 1809, conservèrent le fort Joséphine et lui ajoutèrent une citerne. Après le retour de la Guadeloupe sous domination française, le fort Joséphine devint un pénitencier à partir de 1851 mais il fut ravagé par un ouragan, le 6 septembre 1865. Il continua cependant d'accueillir des bagnards en route vers Cayenne jusqu'en 1902.
En 1871, l'îlet à Cabrit devint un lieu de quarantaine: un lazaret, chargé de recevoir les immigrants originaires des Indes françaises, destinés à remplacer les esclaves libérés en 1848, est érigé en contrebas du fort.